# الن جکسون (دوچرخه‌سوار)
الن جکسون (انگلیسی: Alan Jackson; ۱۹ نوامبر ۱۹۳۳ – ۱۹۷۴) دوچرخه‌سوار اهل بریتانیا بود.
وی در مسابقات کشوری و بین‌المللی در مجموع برندهٔ ۱ مدال نقره، ۱ مدال برنز شده‌است.